# Менкель, Михаил Фёдорович
Михаил Фёдорович Менкель (26 декабря 1898 год, Москва — 08.08.1972) — инженер, учёный, один из основоположников современной теории использования водных ресурсов, лауреат Сталинской премии.

## Биография
Окончил среднюю школу в 1916 г. и поступил в Московское высшее техническое училище, но вскоре был призван в армию и после прохождения кратких курсов получил звание младшего офицера артиллерии.
С 1918 года в РККА — командир батареи 17 кавалерийской дивизии. В 1922 г. демобилизовался и возобновил учёбу в МВТУ.
После окончания училища (1926) работал в проектно-изыскательском тресте «Водоканал» (позднее «Водоканалпроект»). Одновременно с 1931 г. преподавал в Военно-инженерной академии им. В. В. Куйбышева.
В 1937—1961 на инженерных должностях в институте Гидропроект. Непосредственный участник проектирования сооружений: Цымлянокий гидроузел на Дону и Волго-Донской канал, Куйбышевский, Волгоградский и другие гидроузлы Волжско-Камского каскада, каналы Донец—Донбасс и Днепр — Кривой Рог, гидроузел Садд-Эль-Аали на Ниле и многих других.
С 1944 по 1961 г. также вёл научную деятельность в Академии Наук СССР в Секции водохозяйственных проблем, а после её реорганизации — в Энергетическом институте им. Г. М. Кржижановского.
Доктор технических наук (1947), профессор.
С 1961 года работал в Совете по изучению производительных сил при Госплане СССР, руководил Московской лабораторией Государственного Гидрологического института.
С 1968 г. заместитель директора Института водных проблем АН СССР.
Умер в Москве 8 августа 1972 года.

## Сочинения
- «Расчеты речного стока».
- «Гидрологические основы речной гидротехники» и «Водохозяйственные расчеты»,
- «Зимний термический режим водохранилищ, рек и каналов».

## Награды
- Сталинская премия 1951 года — за научный труд «Гидрогические основы речной гидротеники» (1950).